# 용기내 캠페인

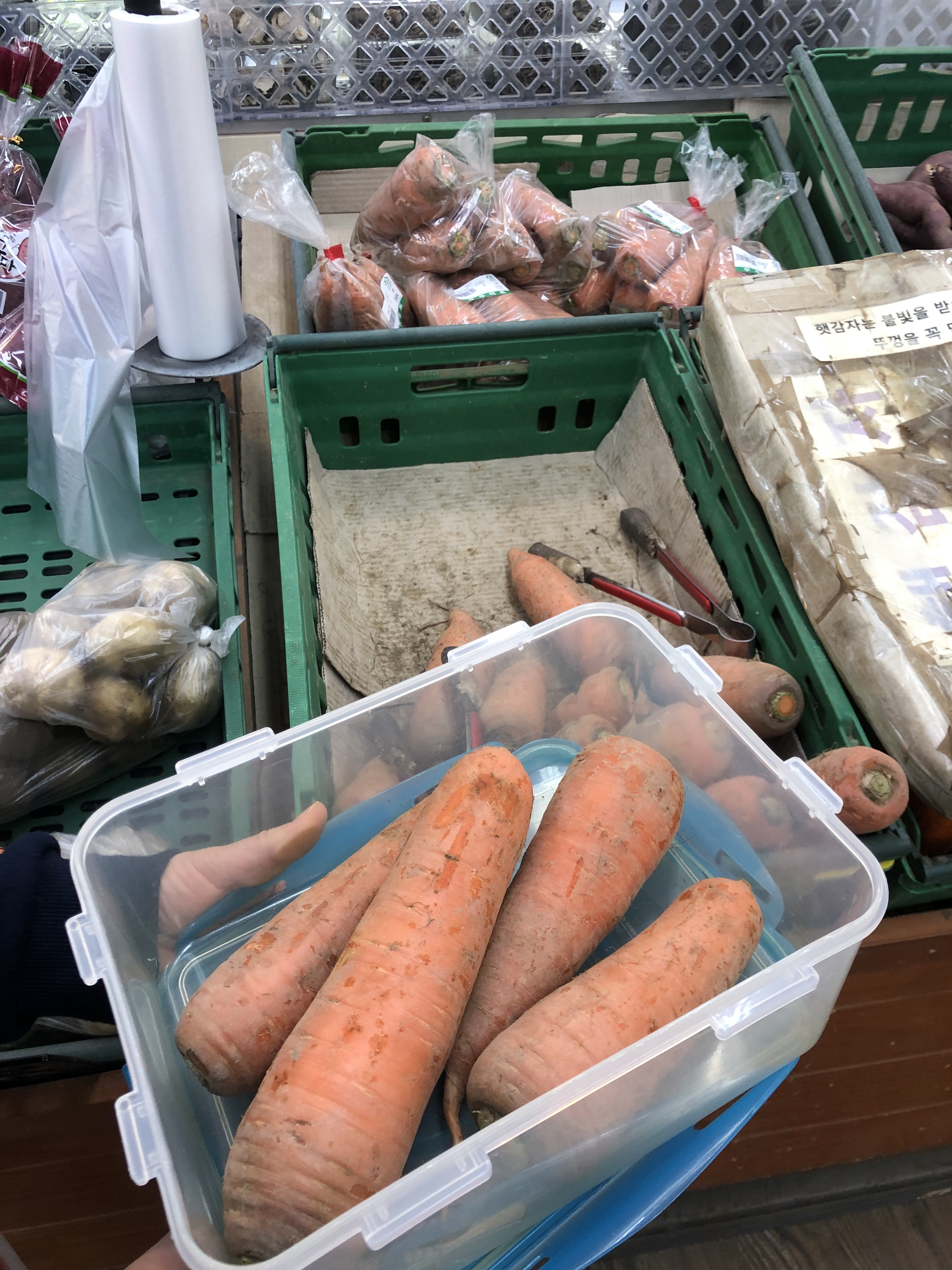
마트에서 용기내 캠페인을 실천하고 있는 사진입니다. This is a picture of Yong-gi-nae campaign.

용기내 캠페인(Yong-gi-nae Campaign)은 음식 포장에 무분별하게 사용되는 일회용품을 줄이고자 가정 내 다회용 용기(容器)를 들고 가 일회용품 대신 포장을 이끄는 캠페인이다. 그릇을 뜻하는 용기(容器)와 씩씩한 기운을 나타내는 용기(勇氣) 둘 다 연상시키게 하는 언어유희를 활용한 이름이다.

## 캠페인의 시작
2020년 4월, 그린피스와 그린피스 정기 후원자이자 배우 류준열이 '대형마트 플라스틱 없애기' 제안과 함께 #용기내 해시태그를 사용하면서 시작됐다.
2019년, 그린피스는 소비자를 대상으로 ‘대형마트의 일회용 플라스틱 사용’에 관한 인식 조사를 진행했다. 대다수 소비자는 대형마트의 일회용 플라스틱 사용이 과도하다고 생각하고 있었다. 소비자 10명 중 7명은 ‘플라스틱 사용을 줄인 마트가 있다면 구매처를 변경해서라도 이용해 볼 용의가 있다'고 답하기도 했다. 2020년 3월, 그린피스가 지난 3월 발간한 ‘국내 대형마트 플라스틱 유통 실태 보고서’에 따르면 이마트, 롯데마트, 홈플러스, 농협하나로마트, 메가마트 총 5개의 주요 대형마트 중 이마트(‘C’ 점수)를 제외한 모든 마트가 낙제점(‘F’ 점수)을 받았다.
대형마트들은 플라스틱 등 일회용품 없이 장보고 싶어하는 소비자들을 위한 고민을, 소비자들은 환경을 위해 불필요한 일회성 포장재를 줄이고자 하는 마음을 담은 #용기내 캠페인은 개인이 소소하게 실천할 수 있는 환경 운동으로 이슈가 되고 있으며 많은 사람들의 참여를 이끌어냈다.
그린피스 서울사무소 공식 유튜브 채널에서 #용기내 캠페인 관련 영상이 업데이트되고 있다.

## 용기내 가게
경기도 용인시 최초의 제로웨이스트숍 용기내 가게가 2021년 2월 15일 문을 열었다.<ref>이, 보라 (2021년 4월 23일). “'용기내 캠페인' 이어 '용기내 가게' 생겼다”. 《'용기내 캠페인' 이어 '용기내 가게' 생겼다》 (오마이뉴스). 2021년 6월 26일에 확인함.</ref>

## 캠페인 참여
#용기내 #용기내캠페인 #용기내챌린지
#용기내 캠페인은 sns(인스타그램, 유튜브, 블로그 등)를 통해 크게 전파되고 있다.
2020년 6월, 롯데마트는 그린피스의 권고를 받아들여 2025년까지 일회용 플라스틱 사용량을 50% 감축하겠다고 선언했다.
2020년 6월, 스브스뉴스 공식 유튜브 채널 속 #용기내 캠페인 체험 영상이 업로드 되었고, 2021년 4월, 23만회 시청을 돌파했다.
2020년 7월, 롯데마트는 수도권 28개점 대상 '롯데마트 1일 1그린 용기내 캠페인'을 시행했다. 롯데마트 내 반찬 코너로 반찬 용기를 가지고 오면 구입한 반찬 20%를 증량해주는 캠페인이다.
2020년 9월, 이마트는 환경부, 슈가버블과 협력해 이마트 성수점과 트레이더스 한성점에 세탁세제와 섬유유연제를 리필할 수 있는 '에코 리필 스테이션'을 설치했다.
2021년 2월, 배우 류승룡과 박진희가 국제환경단체 그린피스의 ‘#용기내 캠페인’에 동참했다. 두 사람은 그린피스 서울 사무소 공식 유튜브 채널과 인스타그램 게시글을 통해 공개한 두 편의 영상으로 시민들이 용기를 재사용함으로써 플라스틱 사용을 줄일 수 있는 구체적인 실천 방안을 제안했다.
2021년 2월, 문재인 대통령과 김정숙 여사가 인천 남동구 소래포구 전통어시장에서 #용기내 캠페인에 동참하였다.
2021년 3월, 하나금융그룹은 2021년 4월 16일까지 하나 금융 임직원과 고객들이 일상 속에서 개인 텀블러 사용하는 인증샷을 개인 sns에 업로드하면 추첨을 통해 친환경 제품을 증정하는 '하나 용기내 챌린지-善블러 캠페인'을 진행한다.
2021년 4월, 충북농협은 탄소중립 2050 정책과 4월 22일 지구의 날을 맞아 전 직원 대상 개인 용기 사용, 개인컵, 장바구니 이용 등을 찍은 인증샷을 바탕으로 우수직원에게 시상하는 '범농협 #용기내 캠페인'을 전개한다.
2021년 6월, 서울시는 환경부 산하 한국환경공단 수도권서부환경본부, 서울시 공공배달앱 위메프오·먹깨비, 한국프랜차이즈협회, 다회용기 생산회사 SGC솔루션, 서울환경운동연합과 '내 그릇 사용 캠페인'을 시작한다고 밝혔다. 위메프오·먹깨비에서 포장 주문시 그릇을 가져가 음식을 담아오는 캠페인이다.
2021년 6월, 현대백화점은 6월 4일부터 24일까지 ‘2021 상반기 친환경 VIP 제도’를 운영한다고 밝혔다. ‘2021 상반기 친환경 VIP 제도’는 1년에 두 번(상·하반기 1회씩) 구매 금액에 상관없이 헌 옷 기부(365 리사이클 캠페인 ) 등 일상 속에서 쉽게 참여할 수 있는 친환경 활동에 참여한 현대백화점카드 회원에게 엔트리 VIP 등급인 ‘그린’ 혜택을 제공하는 프로그램이다.
2021년 6월, 롯데시네마는 세계 환경의 날을 맞이하여 6월 5일 단 하루 고객들이 가져온 다회용 용기에 팝콘을 담아 판매하는 '#용기내팝콘' 캠페인을 진행했다. 전국 롯데백화점 108개 지점에서 진행하며, 용기 크기에 대한 제한은 없다.